# Arbeitsgericht Ziegenrück
Das Arbeitsgericht Ziegenrück war ein preußisches Arbeitsgericht mit Sitz in Ziegenrück.

## Geschichte
Gemäß Arbeitsgerichtsgesetz vom 23. Dezember 1926 wurden in Deutschland Arbeitsgerichte gebildet. Diese waren nur in der ersten Instanz unabhängig, die Landesarbeitsgerichte waren den Landgerichten zugeordnet. Am Landgericht Erfurt entstand so 1927 das Landesarbeitsgericht Erfurt als eines von vier Landesarbeitsgerichten im Bezirk des Oberlandesgerichtes Naumburg. In Ziegenrück entstand das Arbeitsgericht Ziegenrück. Sein Sprengel umfasste den Bezirke der Amtsgerichte Ranis und Ziegenrück. Es bestand eine gemeinsame Kammer für Arbeiter und Angestellte und eine Kammer für Handwerk.
Nach der Besetzung Deutschlands durch die Alliierten wurden 1945 zunächst alle Gerichte geschlossen. Die ordentlichen Gerichte wurden schon bald wieder eröffnet, während die Arbeitsgerichte zunächst außer in Hamburg nicht wieder eingerichtet wurden, so dass arbeitsgerichtliche Streitigkeiten von den ordentlichen Gerichten erledigt werden mussten. Gemäß Kontrollratsgesetz 21 sollten in Deutschland Arbeitsgerichte aufgebaut werden. In Ziegenrück wurde jedoch kein Arbeitsgericht gebildet.